# Jair Marrufo

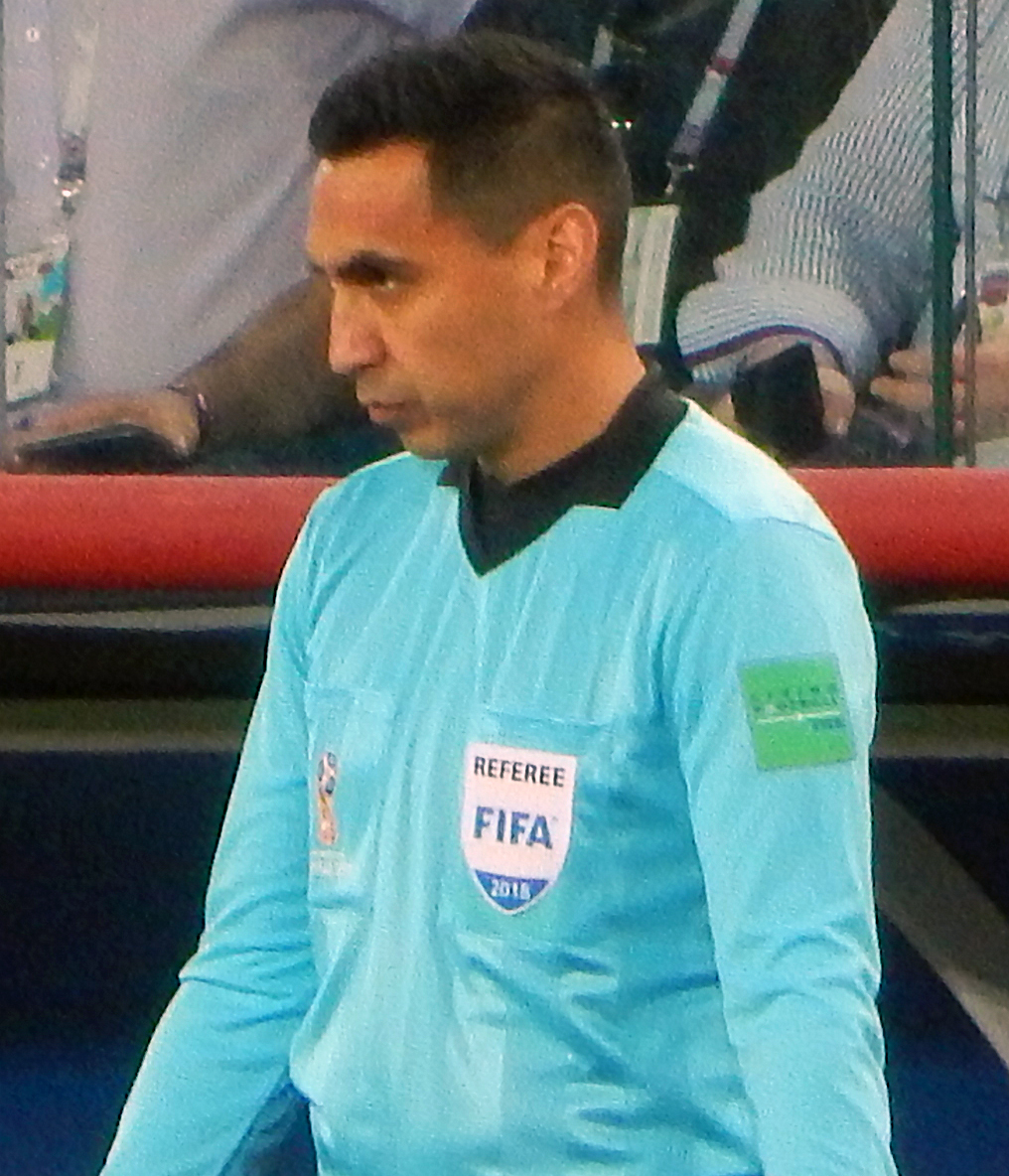
Jair Marrufo, 2018

Jair Marrufo (* 7. Juni 1977 in El Paso, Texas) ist ein US-amerikanischer Schiedsrichter.
Marrufo pfeift seit 2002 in der Major League Soccer (MLS). Er wurde beim FIFA-Konföderationen-Pokal 2017 als Video-Assistent eingesetzt. Bei der Fußball-Weltmeisterschaft 2018 in Russland leitete er ein Gruppenspiel.

## Auszeichnungen
- MLS Referee of the Year: 2008

## Einsätze bei der Fußball-Weltmeisterschaft 2018
| Phase        | Datum         | Spielort | Heimmannschaft | Gastmannschaft | Ergebnis  |
| ------------ | ------------- | -------- | -------------- | -------------- | --------- |
| Gruppenphase | 23. Juni 2018 | Moskau   | Belgien        | Tunesien       | 5:2 (3:1) |